# EBOE 10
Die Tenderlokomotive 10 der Elmshorn-Barmstedt-Oldesloer Eisenbahn (EBOE) wurde für den schnellen Personenzugbetrieb als Einzelstück beschafft. Die 1930 von Orenstein & Koppel gebaute Lokomotive hatte die Achsfolge 1’C1’ und ein Zweizylinder-Heißdampf-Triebwerk. Vor- und Nachlaufachse waren in einem Krauss-Helmholtz-Lenkgestell gelagert.
Mitte der 1950er Jahre wurde die Lokomotive von der Deutschen Eisenbahn-Gesellschaft gekauft und auf der Moselbahn neben dem Regeldienst für Touropa-Züge verwendet. Die Lokomotive wurde 1966 ausgemustert und verschrottet.

## Geschichte

### Elmshorn-Barmstedt-Oldesloer Eisenbahn
Am 29. Oktober 1930 stellte die Bahngesellschaft die von der Lokfabrik Orenstein & Koppel gebaute Personenzuglokomotive in Dienst. Ausgebessert wurde die Lokomotive in den 1930er Jahren in der Werkstatt Bleckwerk Bleckede, später in der Werkstatt der EBOE in Wakendorf II.
1952 half die Lokomotive beim Norddeutschen Erzkontor in Lübeck aus, Ab 1956 fuhr sie als DEG-Lok mit der Betriebsnummer DEG 211.

### Moselbahn
Am 13. März 1957 wurde die Lokomotive nach längerer Abstellzeit von der Moselbahn übernommen. 1959 erfolgte eine Hauptausbesserung in der Werkstätte Andel, bei der die Kolben- und Schieberstangen erneuert, die Dampfzylinder ausgebohrt, Schieberkörper und Kolbenringe ersetzt, einige Lager der Steuerung auf Kugellager umgebaut, Radreifen, Treib- und Kuppelzapfen erneuert, Achsbacken aufgearbeitet, Tragfederausgleich neu gelagert, Zug- und Stoßeinrichtung aufgearbeitet, Stangenlager mit Stellkeilen und Schrauben erneuert, Kreuzköpfe aufgearbeitet, Wasserkästen und Führerhaus aufgearbeitet, die elektrische Anlage ausgebessert und der Anstrich überholt wurden. Am 9. November 1960 konnte die Lok die Werkstatt verlassen, danach beförderte sie auch die Touropa-Züge auf der Moselbahn. Nach der Stilllegung des Abschnittes Bullay – Niederremmel-Piesport wurde die Werkstatt in Andel stillgelegt. Das hatte zur Folge, dass die Lokomotive kaum noch angeheizt wurde. Nach mehrfachen Fristverlängerungen wurde sie am 9. November 1966 abgestellt und vier Wochen später in Trier verschrottet.

## Technische Beschreibung
Die Lokomotive war besonders für einen ruhigen Lauf konstruiert, was durch die Verwendung von Krauss-Helmholtz-Lenkgestellen bei den einzeln angeordneten Laufachsen erreicht wurde. Ihre Höchstgeschwindigkeit war mit 60 km/h angegeben. Die Lokomotive galt als sehr laufruhige Lok, die ein attraktives Äußeres hatte. Neben dem verschließbaren Aschkasten besaß sie einen Funkenschutz gegen den Ausstoß glühender Kohle. Sie hatte Karl-Schultz-Schieber und zwei Dampfstrahlspeisepumpen mit je 125 l/min Förderleistung. Die Druckluft wurde von einer zweistufigen Knorr-Luftpumpe erzeugt, mit dieser Druckluft erfolgte die Besandung. Die Lok besaß eine maschinelle Hochdruckölung von Bosch, die acht Schmierstellen versorgte, eine elektrische Beleuchtung mit Turbogenerator, ein Dampfläutewerk, einen Kleinrauchrohr-Überhitzer, zwei Wasserstandsgläser und ein Strube-Abschlammventil.